# Wixams
Wixams är en by och en civil parish i kommunen Borough of Bedford i Bedfordshire i England. Orten har 1 331 invånare (2015).